# ۲۱۵ (عدد)
۲۱۵ یک عدد طبیعی است که بعد از ۲۱۴ و قبل از ۲۱۶ قرار دارد.